# Kuc nigeryjski
Kuc nigeryjski – rasa konia pochodząca z Nigerii, wywodzi się od konia berberyjskiego, który został sprowadzony przez ludy wędrowne. Rasa powstała w wyniku skrzyżowań z innymi rasami.

## Użytkowanie i charakter
Może być używany do lekkich prac pociągowych, noszenia juków oraz pod siodło. Jest odporny i wytrzymały, posiada też spokojny, chętny do pracy charakter. Dobrze znosi wysokie temperatury, typowe dla klimatu, w którym przebywa.

## Wygląd
Ma głowę z prostym profilem i małymi uszami, krótką szyję, wystający kłąb, głęboką klatkę piersiową, krótki grzbiet i charakterystycznie skośny zad, podobny do konia berberyjskiego. Ma mocne nogi. Typowe są wszystkie umaszczenia, wzrost waha się od 140 do 145 cm.